# Sciastes hastatus
Sciastes hastatus är en spindelart som beskrevs av Alfred Frank Millidge 1984. Sciastes hastatus ingår i släktet Sciastes och familjen täckvävarspindlar. Inga underarter finns listade i Catalogue of Life.